# 唐津焼

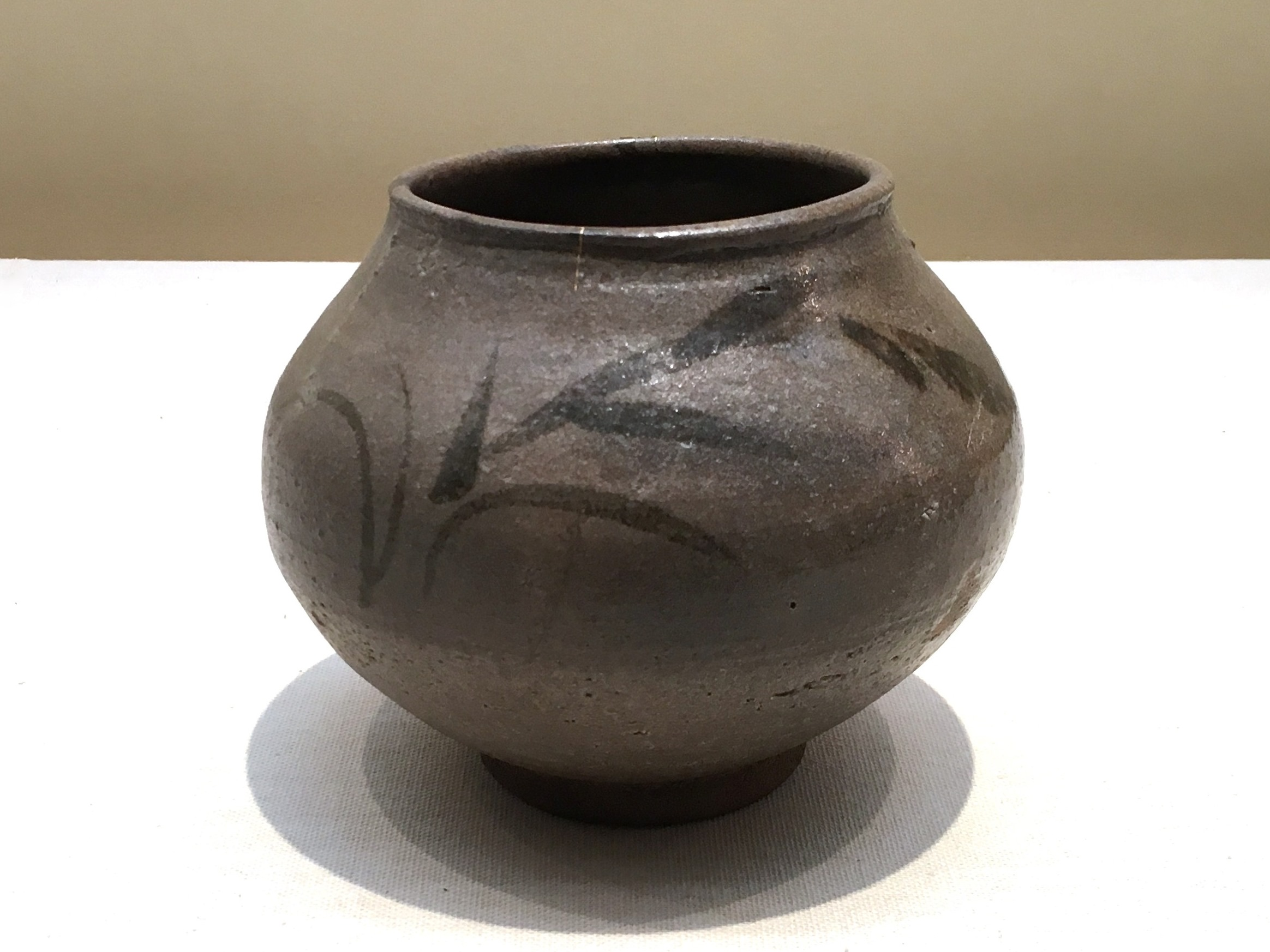
絵唐津芦文水指 安土桃山時代 愛知県陶磁美術館蔵

唐津（からつやき）は、近世初期以来、現在の佐賀県東部・長崎県北部にて製造された陶器の総称。日常雑器から茶器までさまざまな器種があり、作風・技法も多岐にわたる。茶碗は古くから「一楽二萩三唐津」と称されて名高い。分派の武雄古唐津焼と共に、日本の伝統的工芸品に指定されている。

## 歴史

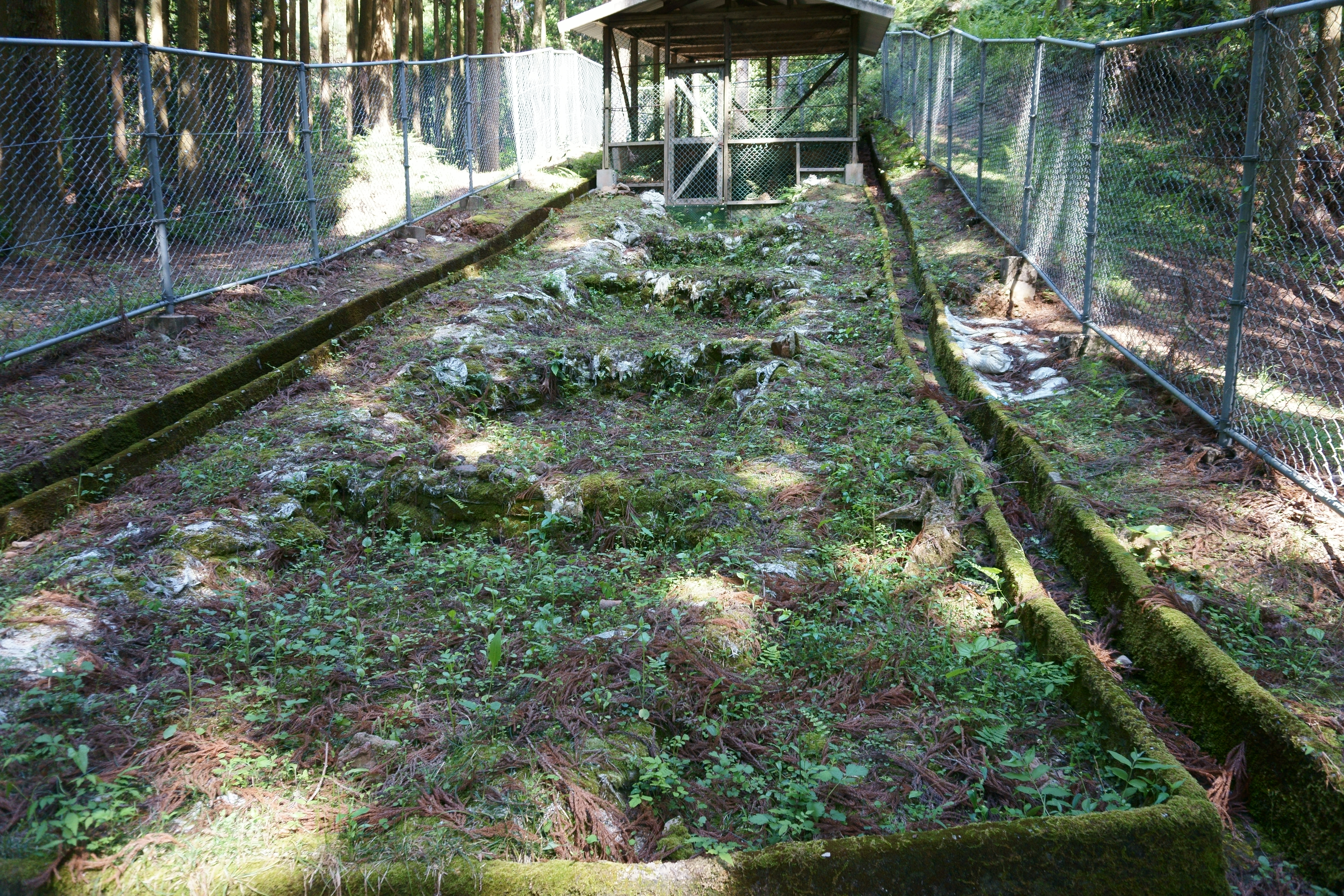
岸岳古窯 飯洞甕下窯の窯床（唐津市北波多稗田）

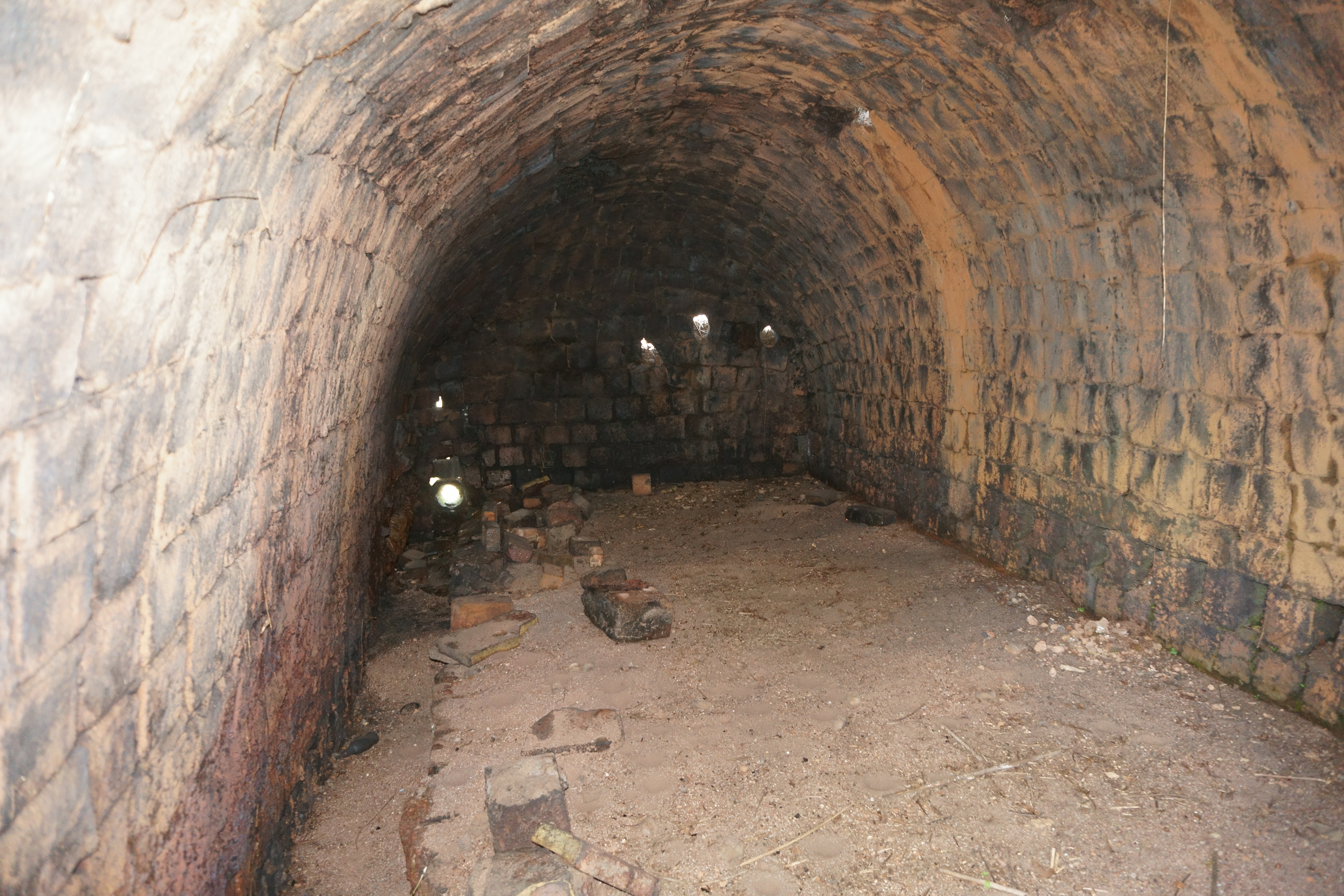
昭和期に操業した横枕の大甕登り窯跡・4段目（唐津市相知町横枕）

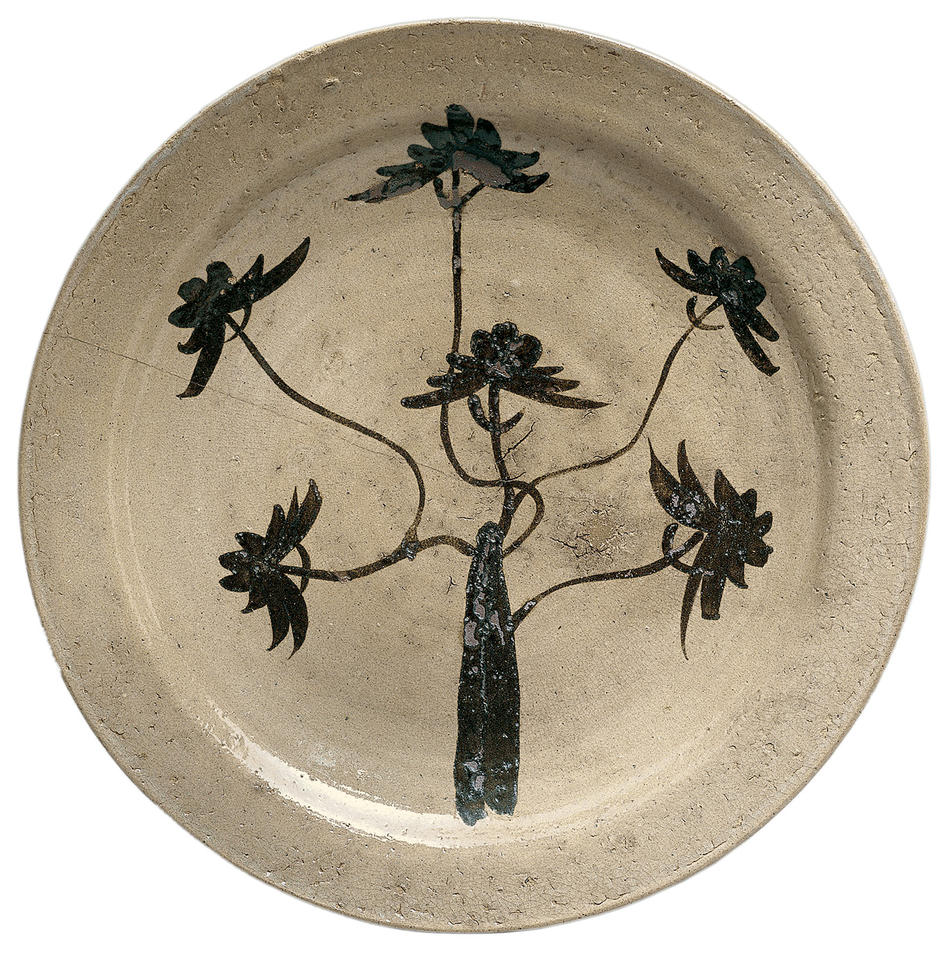
松文大皿（メトロポリタン美術館）

唐津焼は、近世初頭から肥前国（現在の佐賀県および長崎県）に散在する諸窯で生産された陶器の総称である。唐津焼の名称は、製品が唐津の港から積み出されたことに由来するともいわれるが、定かではない。古唐津の窯跡は、現行の唐津市域のみならず佐賀県武雄市・伊万里市・有田町、長崎県佐世保市・平戸市などを含む広範囲に分布している。唐津市南部の旧・北波多村、旧相知町の区域には初期の古唐津の窯跡が残っているが、平成17年（2005年）の市町村合併以前の旧・唐津市の区域には古唐津の窯跡はほとんど残っていない。
伊万里、唐津などの肥前の陶磁器は、文禄元年（1592年）から慶長3年（1598年）に至る豊臣秀吉による朝鮮半島への出兵、いわゆる文禄・慶長の役（壬申倭乱）の際に、朝鮮半島から拉致されて渡来した陶工たちが祖国の技術を伝え、開窯したというのが通説になっていた。しかし、窯跡の調査、堺など消費地での陶片の出土状況などから、唐津焼の創始は文禄・慶長の役よりはやや早く、1580年代に開始されたとみられている。
天正19年（1591年）に没した千利休が所持していた道具の中には奥高麗茶碗（唐津焼の一種）の「子のこ餅」（ねのこもち）があったことが知られている。また、長崎県壱岐市の聖母宮（しょうもぐう）には天正20年（1592年）銘のある黒釉四耳壺があり、これが唐津の在銘最古遺品とされている。以上のことから、唐津焼の生産開始は遅くとも1591年以前であることがわかる。
文献上は、古田織部の慶長8年（1603年）の茶会記に、「唐津足有御水指」「唐津焼すじ水指」とあるのが、唐津焼の記録上の初見とされている。寛永15年（1638年）成立の松江重頼の俳論書『毛吹草』には「唐津今利ノ焼物」という文言があり、「唐津」が土もの（陶器）、「今利」（伊万里）が石もの（磁器）を意味すると解されている。瀬戸内海沿岸や山陰、北陸などの日本海沿岸の地域では、他地方で「せともの」と呼ぶ陶器質のうつわのことを「からつもの」と呼称することがあり、「唐津」は肥前産の陶器の代名詞であった。
古唐津の初期の窯跡は、波多氏の居城があった岸岳山麓（唐津市の旧・北波多村・相知町の区域）に点在している。岸岳古唐津の古窯群は飯洞甕窯（はんどうがめがま）系と帆柱窯系に二分され、藁灰釉を用いた「斑唐津」は後者で生産された。窯は朝鮮式の割竹形登窯で、特に飯洞甕下窯跡（佐賀県指定史跡）には窯床と窯壁の一部が残存し、貴重である。
文禄・慶長の役以降になると、肥前陶器の産地は広がり、窯の所在地によって、松浦系古唐津（佐賀県伊万里市など）、武雄系古唐津（佐賀県武雄市など）、平戸系古唐津（長崎県平戸市）などと称される。中でも藤の川内窯（佐賀県伊万里市松浦町）、市ノ瀬高麗神窯（伊万里市大川内町）、甕屋の谷窯（伊万里市大川町川原）などが、絵唐津の名品を焼いた窯として知られる。
草創期は食器や甕（大型の甕が多く肥前の大甕と呼ばれる）など日用雑器が中心であったが、この頃になると唐津焼の特徴であった質朴さと侘びの精神が相俟って茶の湯道具、皿、鉢、向付（むこうづけ）などが好まれるようになった。また、唐津の焼き物は京都、大坂などに販路を拡げたため、西日本では一般に「からつもの」と言えば、焼き物のことを指すまでになった。とりわけ桃山時代には茶の湯の名品として知られ、一井戸二楽三唐津（又は一楽二萩三唐津）などと格付けされた。
だが江戸時代に入って窯場が林立したために、燃料の薪の濫伐による山野の荒廃が深刻な問題となった。それ故に鍋島藩は藩内の窯場の整理、統合を断行、それによって窯場は有田に集約されたため、唐津も甚大な影響を被り、多くの窯元が取り壊された。しかし、唐津の茶器は全国でも評判が高かったため、茶陶を焼くための御用窯として存続した。その間の焼き物は幕府にも多数献上品が作られたため、献上唐津と呼ばれる。　
明治維新によって藩の庇護を失った唐津焼は急速に衰退、有田を中心とした磁器の台頭もあって、多くの窯元が廃窯となった。だが後の人間国宝、中里無庵が「叩き作り」など伝統的な古唐津の技法を復活させ、再興に成功させた。現在は約50の窯元があり、伝統的な技法を継承する一方で、新たな作品を試みたりと、時代の移り変わりの中で、着実な歩みを遂げている。

## 唐津焼の特徴
唐津焼の特徴は李氏朝鮮（一説に、華南）から伝わったとされる伝統的な技法が今に根付いているところである。特に蹴轆轤、叩き作りといった技法は古唐津から伝わる技法で、現在もこの製法を行っている窯がある。窯は連房式登窯という大がかりな窯を用い、そこで1300度の高温で一気に焼き締める。意匠は茶器として名声を馳せただけあって、非常に素朴で、それでいながら独特の渋みがある。

## 唐津焼の種類

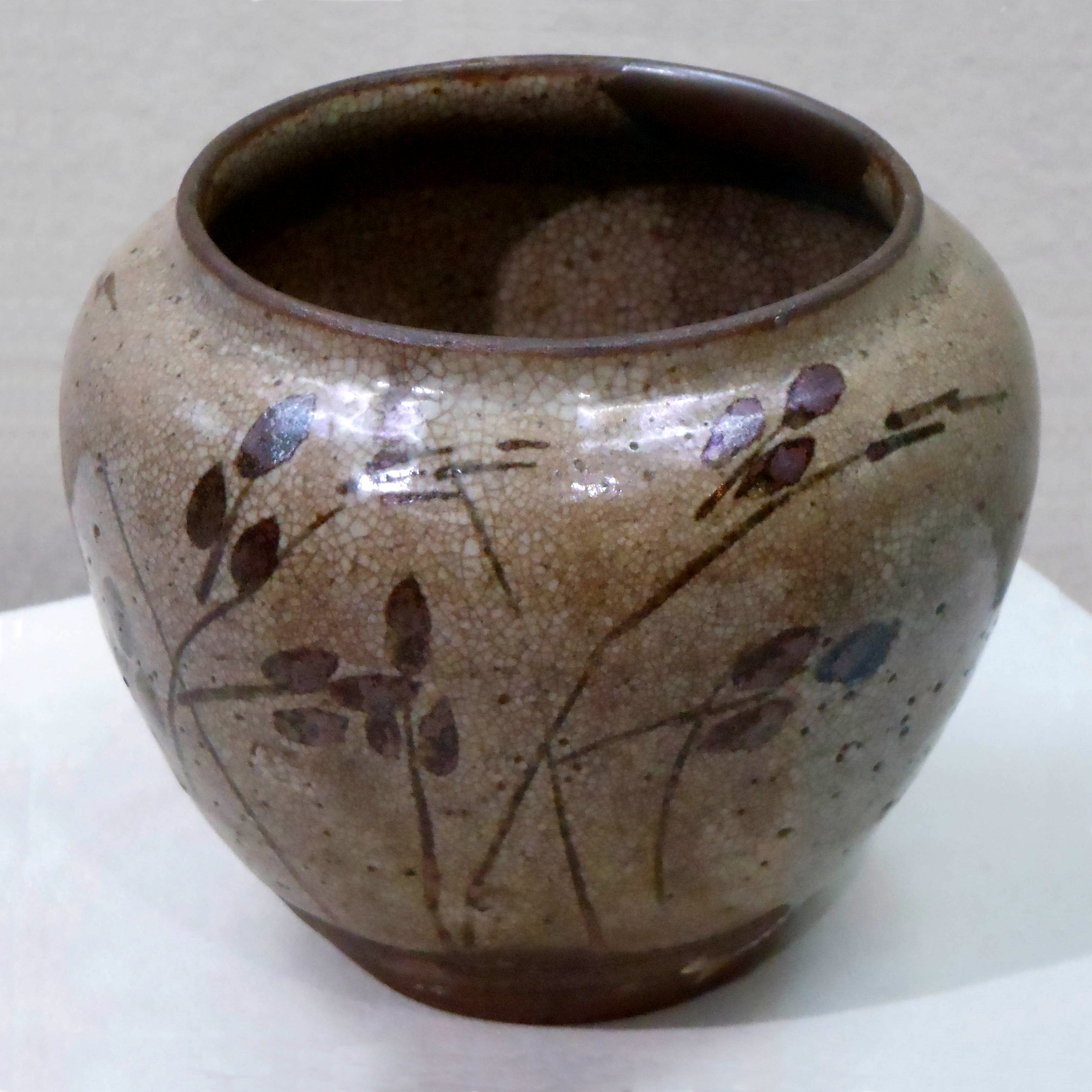
絵唐津・鉄絵萩文壺、1590-1610年代。

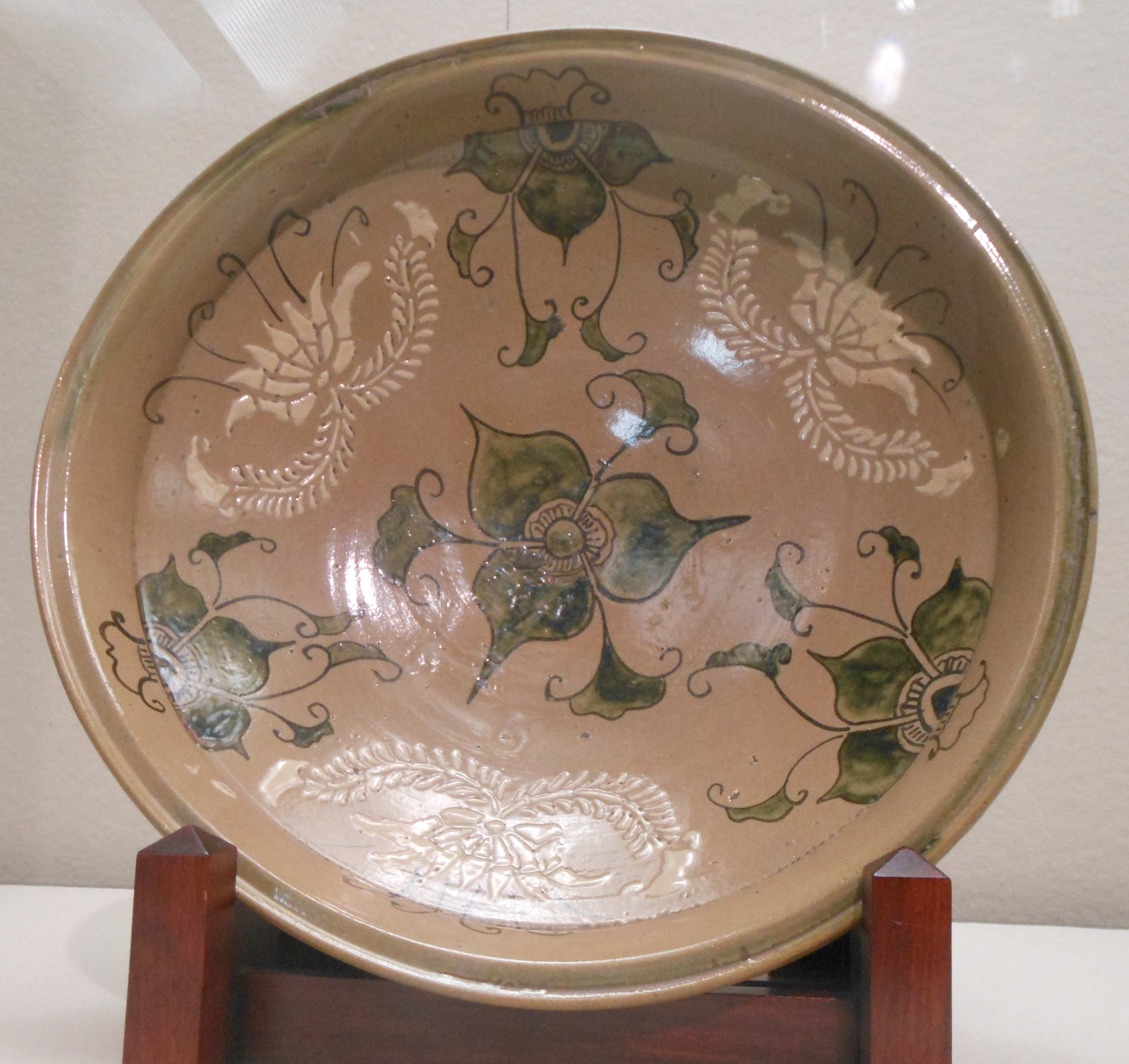
二彩手・型紙摺唐花唐草文大皿、1610-1640年代。佐賀県の重要文化財に指定されている。

唐津焼は時代によって様々な焼き物が焼かれた。大きく分けて次のようなものがある。
絵唐津
器に鬼板と呼ばれる鉄溶液を使って花鳥、草木といった意匠を描き込んで、灰色釉など透明な釉薬を流し込み、焼成したもの。土色の器肌と単純でありながら伸びやかな意匠が相俟って、独特のわびしさを生み出す。
朝鮮唐津
李氏朝鮮の陶工から伝わった伝統的なスタイル。黒色を付ける鉄釉を上から流し、白色を付ける藁灰釉を下から掛けたもので、二つを交わらせて風景を表すもの。上下逆の物もある。
斑唐津
長石に藁灰を混ぜて焼成する事で粘土に含まれる鉄分が青や黒などの斑になったもの。独特のざんぐりとした風合いは茶器に好まれる。
三島唐津
朝鮮の陶器、三島手の技法を受け継ぎ、日本風にアレンジしたもの。象嵌の一種で、器が生乾きのうちに雲鶴や印花紋などの紋様を施し、化粧土を塗って、仕上げ作業を施し、その上に長石釉、木炭釉を掛けて焼成したもの。
粉引（こびき）唐津
褐色の粘土を使用、生乾きのうちに化粧土を全面に掛け、乾燥させた後に釉薬を掛けたもの。
奥高麗（おくごうらい）
高麗茶碗の井戸、呉器、熊川風の造形の茶碗で、通常、無地である。和物茶碗として極めて評価が高い。
瀬戸唐津
青唐津
黄唐津
彫唐津
刷毛目唐津
櫛目唐津
蛇蝎（じゃかつ）唐津
二彩唐津
緑色銅釉と茶褐色の鉄飴釉で松文などが描かれた。産地としては武雄系唐津古窯などが知られている。現在はあまり作られていない。

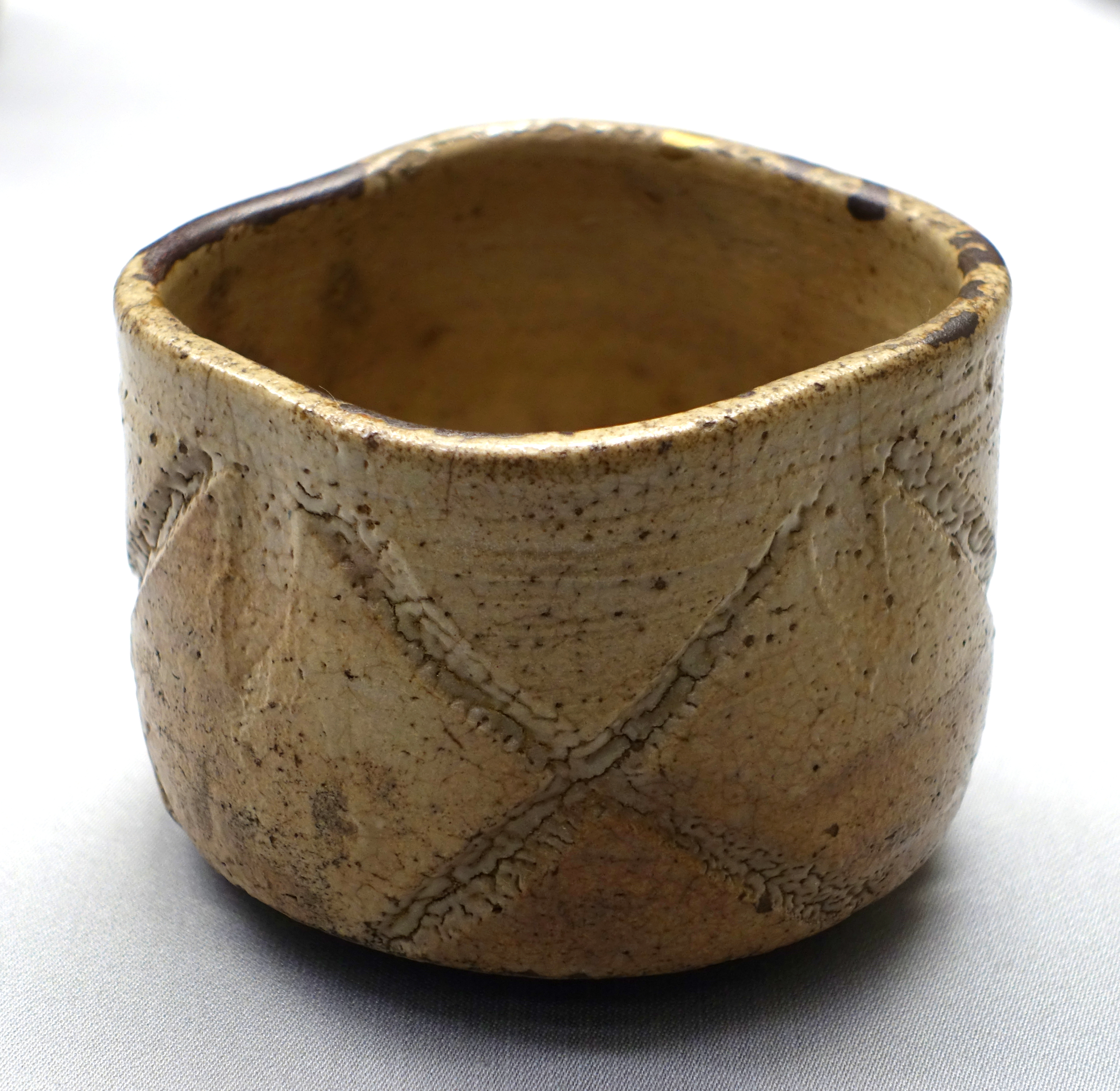
彫唐津茶碗 銘「巌」 安土桃山 - 江戸時代（16 - 17世紀） 東京国立博物館
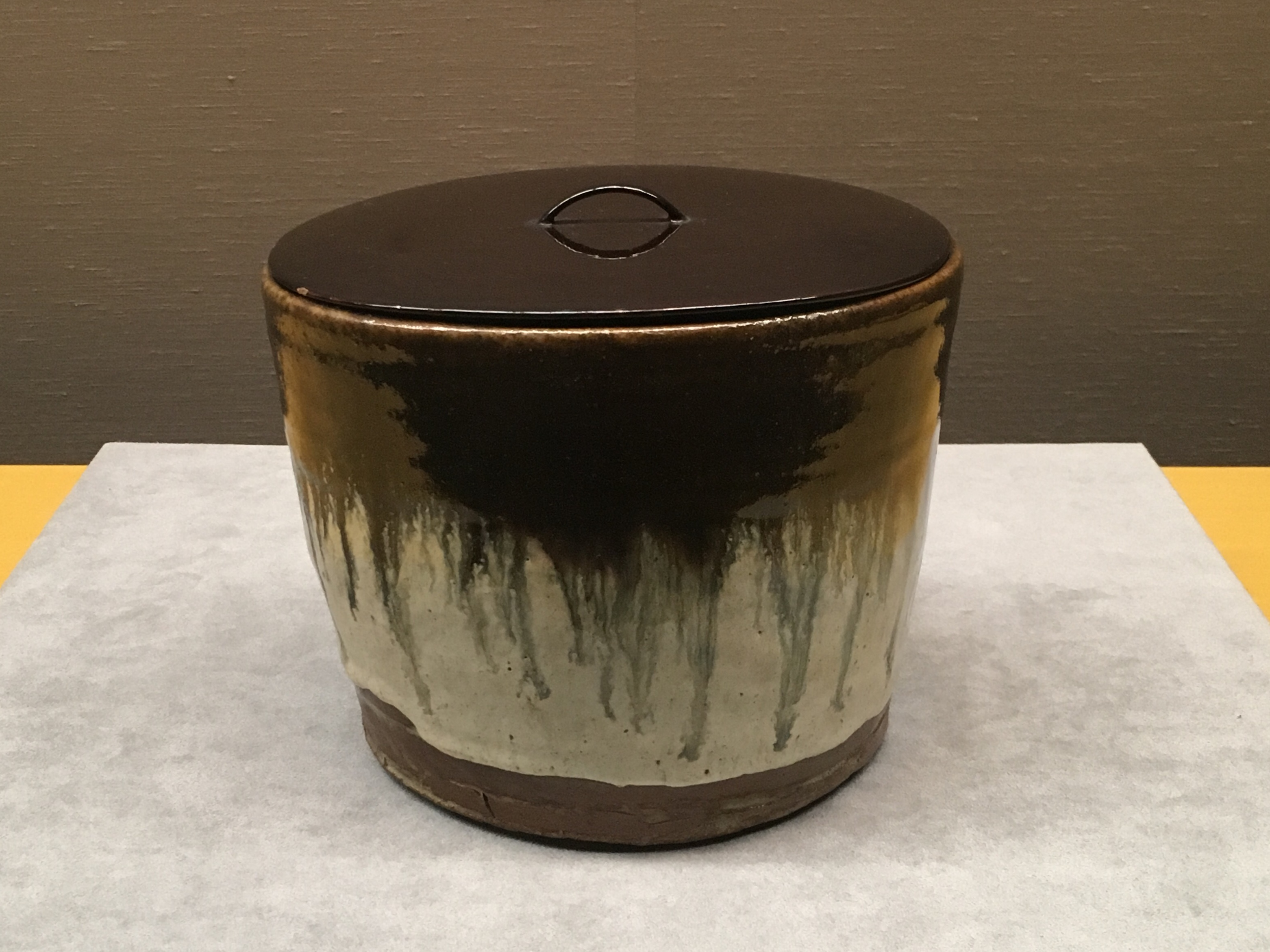
朝鮮唐津一重口水指 江戸時代（17世紀） 東京国立博物館
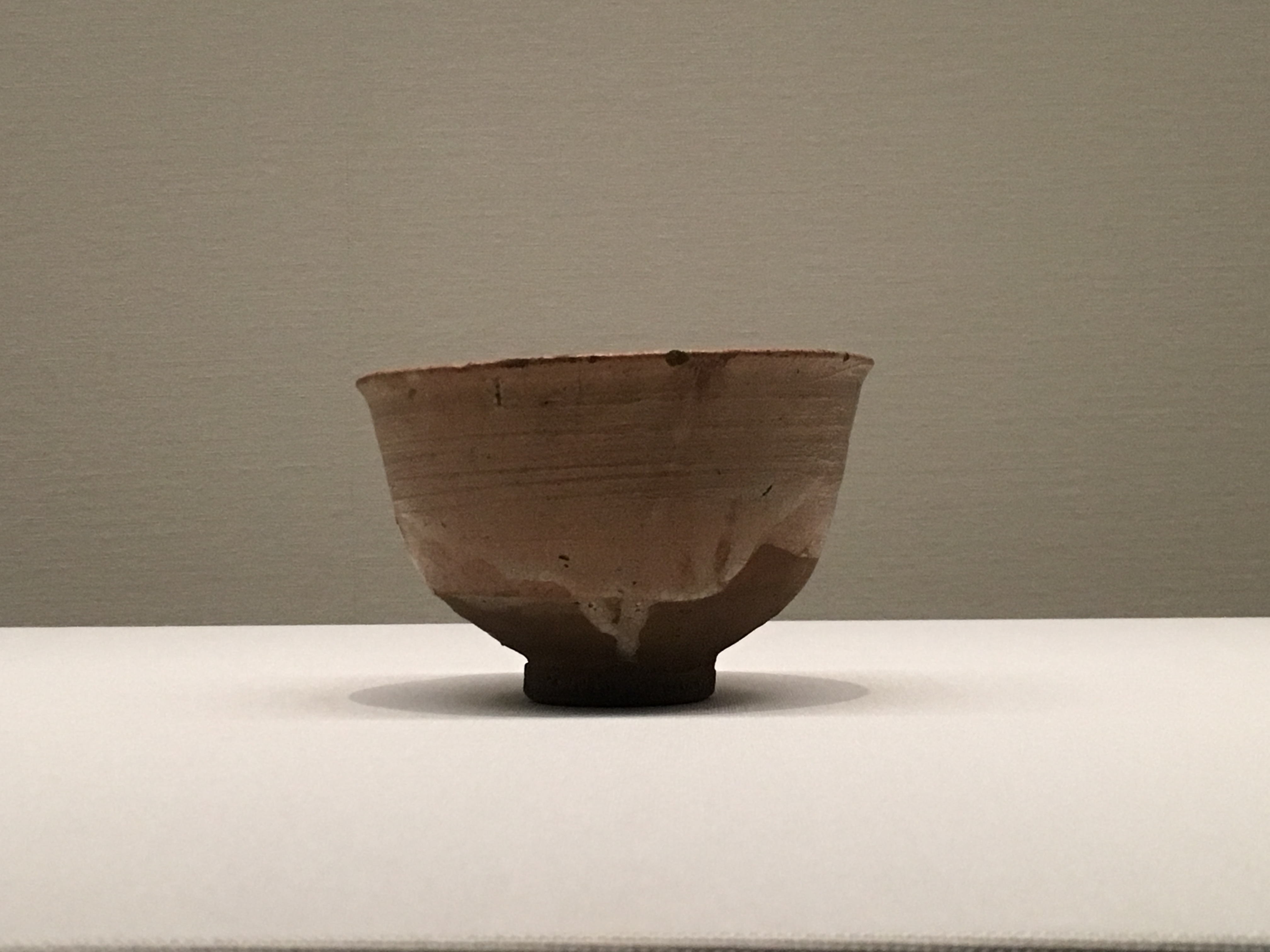
奥高麗茶碗 銘蓬壺 安土桃山時代（16 - 17世紀） MOA美術館